# Eberstalzell
Eberstalzell là một đô thị thuộc huyện Wels-Land thuộc bang Oberösterreich, Áo. Đô thị Eberstalzell có diện tích 27,6 km², dân số thời điểm năm 2006 là 2243 người.
Bản mẫu:Wels-Land